# Ronnie Quintarelli
Ronnie Quintarelli (ur. 9 sierpnia 1979 w Negrar di Valpolicella) – włoski kierowca wyścigowy.

## Kariera
Quintarelli karierę rozpoczął w 1990 od startów w kartingu. Dziesięć lat później przeniósł się do wyścigów samochodów jednomiejscowych. Startując w barwach ekipy Prema Powerteam zadebiutował we włoskiej Formule Renault. Zmagania w niej zakończył na 3. pozycji. Rok później brał udział w europejskiej edycji tej serii (zajął w niej 7. miejsce) oraz w niemieckiej Formule 3 (25. lokata). W sezonie 2002 został wicemistrzem Formuły Volkswagen.
W 2003 wyjechał do Japonii, gdzie startował w japońskiej Formule 3. W pierwszym sezonie został sklasyfikowany na 2. miejscu za Australijczykiem Jamesem Courtneyem. Rok później sięgnął po tytuł mistrzowski. Pomimo tego sukcesu przeniósł się do Formuły Nippon, w której występował do 2008. Najlepiej spisał się w sezonie 2007, gdy zajął 7. lokatę. Od sezonu 2009 rywalizuje w Japońskich wyścigach samochodów sportowych – SuperGT.